# Jiří Slavíček (novinář)
Jiří Slavíček (11. září 1943 – 4. března 2011 Praha) byl český novinář, pracoval také pod pseudonymem Adolf Bašta.

## Život
V roce 1968, po okupaci – Invazi vojsk Varšavské smlouvy do Československa 21. srpna 1968 opustil vlast. Byl přítomen v budově Československého rozhlasu, kde novináři vysílali až do posledního okamžiku než byli „zajištěni“ sovětskými vojáky. Za svou politickou činnost v roce 1968 byl odsouzen ke ztrátě československého občanství a do vězení. Uchýlil se do Paříže, kde pracoval pod pseudonymem Adolf Bašta jako zpravodaj českého vysílání Rádia Svobodná Evropa, a  to i po sametové revoluci. V osmdesátých letech spolupracoval i  v časopise Svědectví Pavla Tigrida. Přes 30 let byl redaktorem a koordinátorem v nočním zpravodajství France Inter, v posledních letech spolupracoval se zpravodajskou stanicí ČT24 a s Českým rozhlasem 6, se slovenským tiskem a různými televizními stanicemi.
V roce 2009 vyšla v Nakladatelství Lidové noviny kniha Bašta mezi žabožrouty, kterou s ním ve formě rozhovoru napsala publicistka Petra Svoboda.